# Nicki Minaj
Onika Tanya Maraj-Petty, známější pod svým uměleckým jménem Nicki Minaj [niki mináž] (* 8. prosince 1982, Trinidad), je trinidadská rapperka a zpěvačka působící ve Spojených státech. Narodila se na Trinidadu, ale poté se přestěhovala do čtvrti Queens v New Yorku a vystudovala na LaGuardia High School. Svůj první mixtape pod názvem Playtime Is Over vydala roku 2007. Poté následovaly Sucka Free a Beam Me Up Scotty v roce 2008 a 2009. Nicki Minaj následně objevil americký rapper Lil Wayne, díky kterému podepsala v srpnu 2009 smlouvu se společnostmi Young Money Entertainment a Cash Money Records s distribucí od Universal Motown Records.
Její debutové album Pink Friday (2010) zaznamenalo komerční úspěch a dosáhlo předních pozic v US hitparádě Billboard 200 a pouhý měsíc po vydání bylo oceněno jako platinové společností RIAA (Recording Industry Association of America). Stala se také prvním umělcem, který měl celkem sedm písní v Billboard Hot 100 ve stejné době. Její druhý singl z alba „Your Love“ pro změnu dosáhl na první příčku hitparády Billboard Hot Rap Songs a Minaj se tak stala první zpěvačkou od roku 2002, které se tento kousek podařil. Stala se také první zpěvačkou zahrnutou na MTV's Annual Hottest MC List.

## Život
Narodila se roku 1982 ve městě Saint James, (předměstí hlavního města Trinidadu a Tobaga Port of Spain). Její rodina byla indo-afrického původu. Nicki musela žít do pěti let se svou babičkou, neboť její rodiče toho času hledali nový domov v Queensu. Jednoho dne za ní pak přijela její matka a odvezla si jí s sebou do New Yorku. Její otec byl podle jejích slov alkoholik, bral drogy a jednou se dokonce pokusil zabít Nickiinu matku, když v domě založil požár.
Minaj navštěvovala Střední školu Elizabeth Blackwellové 210, kde hrála na klarinet. Úspěšně pak absolvovala LaGuardia High School, kde se specializovala na hudbu a divadelní vystupování. Plánovala dokonce na škole i jedno pěvecké vystoupení, ale v den konání ztratila hlas.

## Hudební kariéra

### 2007–09: Začátky
V roce 2004 byl její featuring s The Hood$tars, „Don't Mess With“, použit jako 'theme song' pro wrestlerku Victorii. Nicki Minaj vydala svůj první mixtape roku 2007. Nesl název Playtime Is Over a vyšel u společnosti Dirty Money Records. Později (červenec 2008) vydala svůj další mixtape nazvaný Sucka Free, pod značkou společnosti Be. V roce 2008 také vyhrála cenu na Underground Music Awards v kategorii Nejlepší zpěvačka roku. Další mixtape Minaj s názvem Beam Me Up Scotty jí vyšel v dubnu 2009 pod společností Trapaholics Records. Beam Me Up Scotty pak zaznamenal kladný ohlas na televizních stanicích BET a MTV. V dubnu 2009 se také objevila v magazínu XXL.

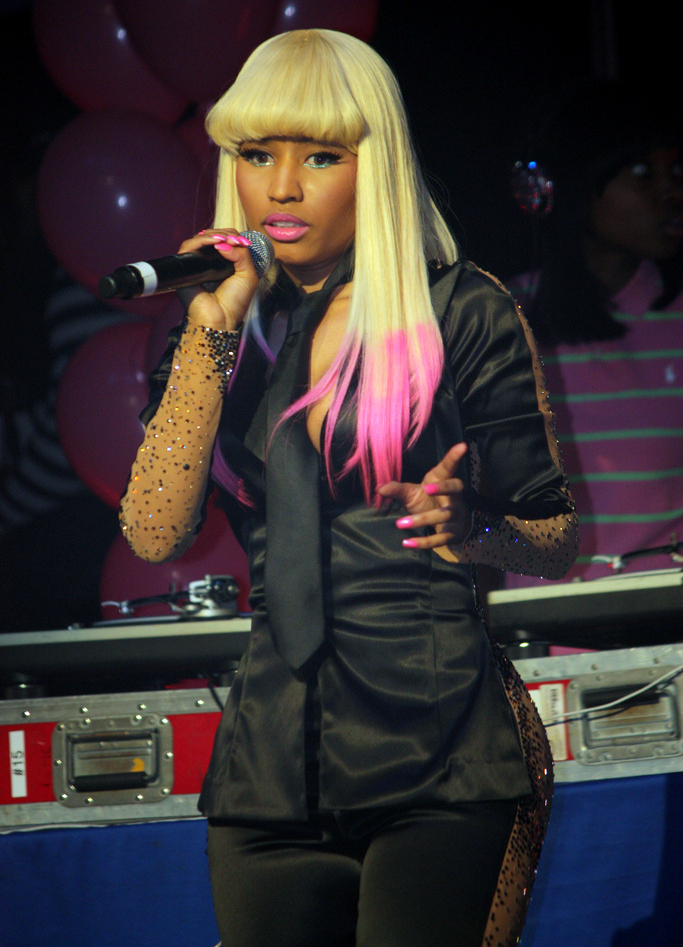
Nicki Minaj během koncertu v New Yorku. (2010)

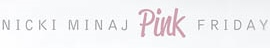
První studiové album Pink Friday (2010)

### 2010–11: Pink Friday
Po boji mezi nahrávacími společnosti nakonec zvítězila Young Money Entertainment. V září 2009 Nicki Minaj prohlásila že s nimi uzavřela kontrakt zahrnující vše od sponzoringu po reklamu. V září 2010 Minaj na Ustream.tv uvedla, že název alba bude Pink Friday. Poté, co album 19. listopadu 2010 vyšlo, se objevila i jeho deluxe edice. Obal alba jste si však mohli oficiálně prohlédnout již 15. října 2010. Celkem se v USA alba prodalo okolo 1,9 milionu kusů. V únoru 2016 RIAA změnila pravidla udělování certifikací a nově do celkového prodeje započítávala i audio a video streamy. Díky tomu album získalo certifikaci 3x platinová deska.

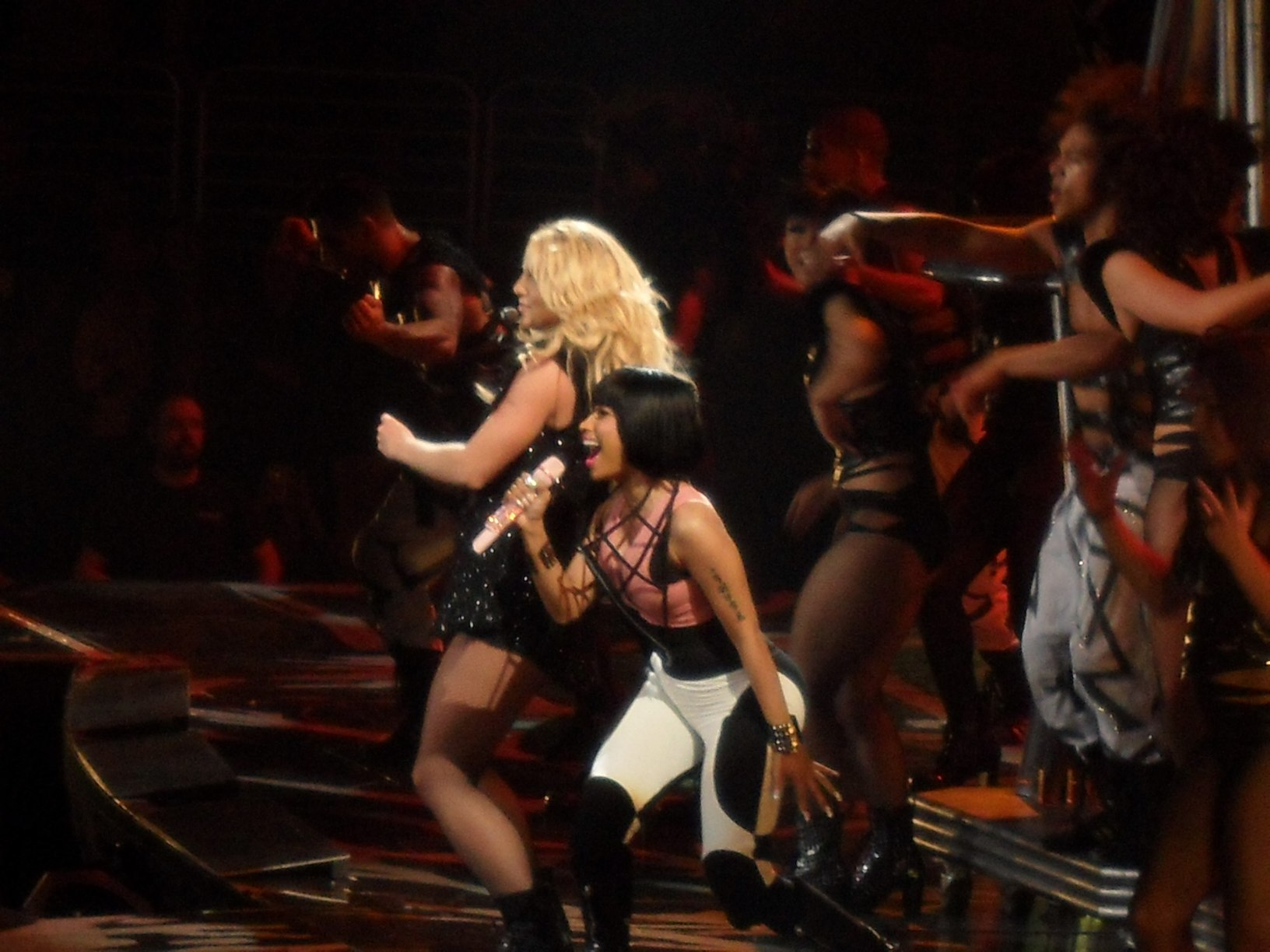
Britney Spears a Nicki Minaj při vystoupení. (2011)

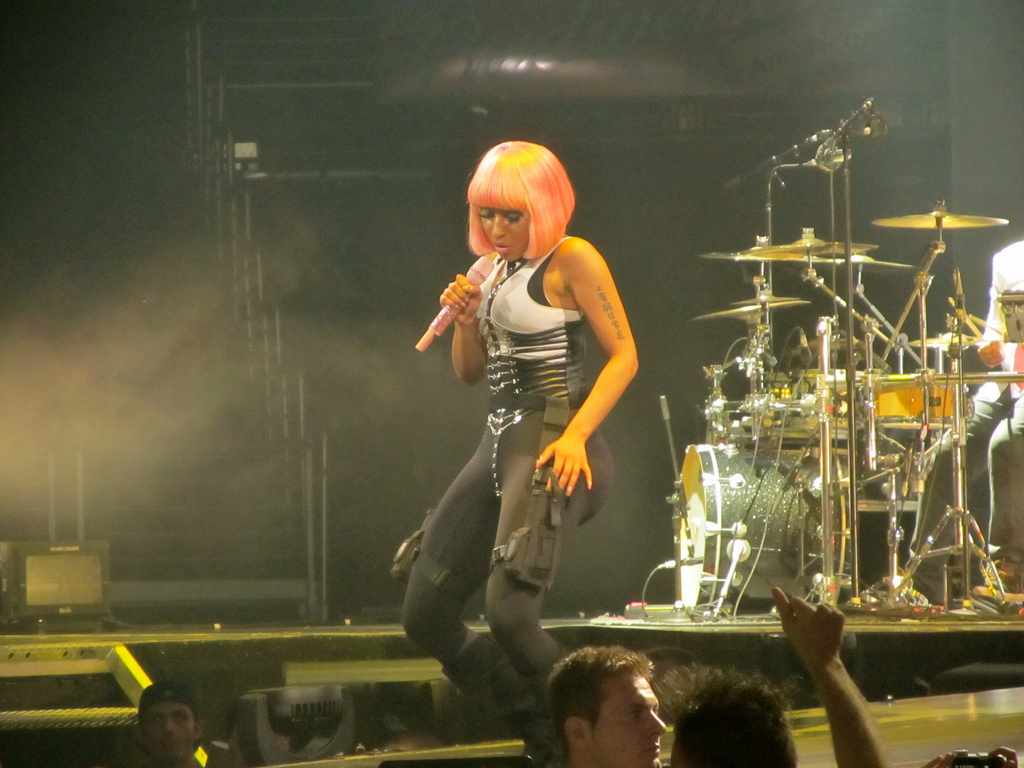
Nicki Minaj při vystoupení během Femme Fatale Tour. (2011)

První neoficiální singl z alba „Massive Attack“, vyšel v dubnu 2010. Až v září pak Minaj vydala oficiální singl „Your Love“, který obsadil 14. příčku v Billboard Hot 100 a sedmou příčku v hitparádě Hot R&B/Hip-Hop Songs. Minaj pak ve spolupráci s frontmanem skupiny The Black Eyed Peas will.i.am vydala další úspěšný singl „Check It Out“. Poté následovaly singly „Right Thru Me“ (září 2010) a „Moment 4 Life“ ve spolupráci s kanadským rapperem a zpěvákem Drakem (listopad 2010). V USA poté byl vydán ještě singl „Did It On'em“ a mezinárodně i veleúspěšná píseň „Super Bass“, která se vyšplhala na 3. příčku, čímž se stala nejúspěšnější písní z alba. Úspěch zaznamenala i píseň „Fly“ (ft. Rihanna).
Na albu také byla vydána píseň „Roman's Revenge“, o které komentátoři soudili, že je namířena proti Lil Kim. Tím se mezi umělkyněmi rozhořel spor. Lil Kim v roce 2011 na oplátku nazvala svůj mixtape Black Friday a na jeho obalu parodovala obal alba Pink Friday. V dubnu na internet unikla část disstracku od Nicki Minaj s názvem „Tragedy“. Tehdy se do sporu přidala i hip hopová umělkyně Foxy Brown, která proti oběma umělkyním nahrála disstracky „Hold Yuh“ a „Massacre“. V červnu 2012 byl spor mezi Nicki Minaj a Foxy Brown urovnán.

### 2012–2013: Pink Friday: Roman Reloaded

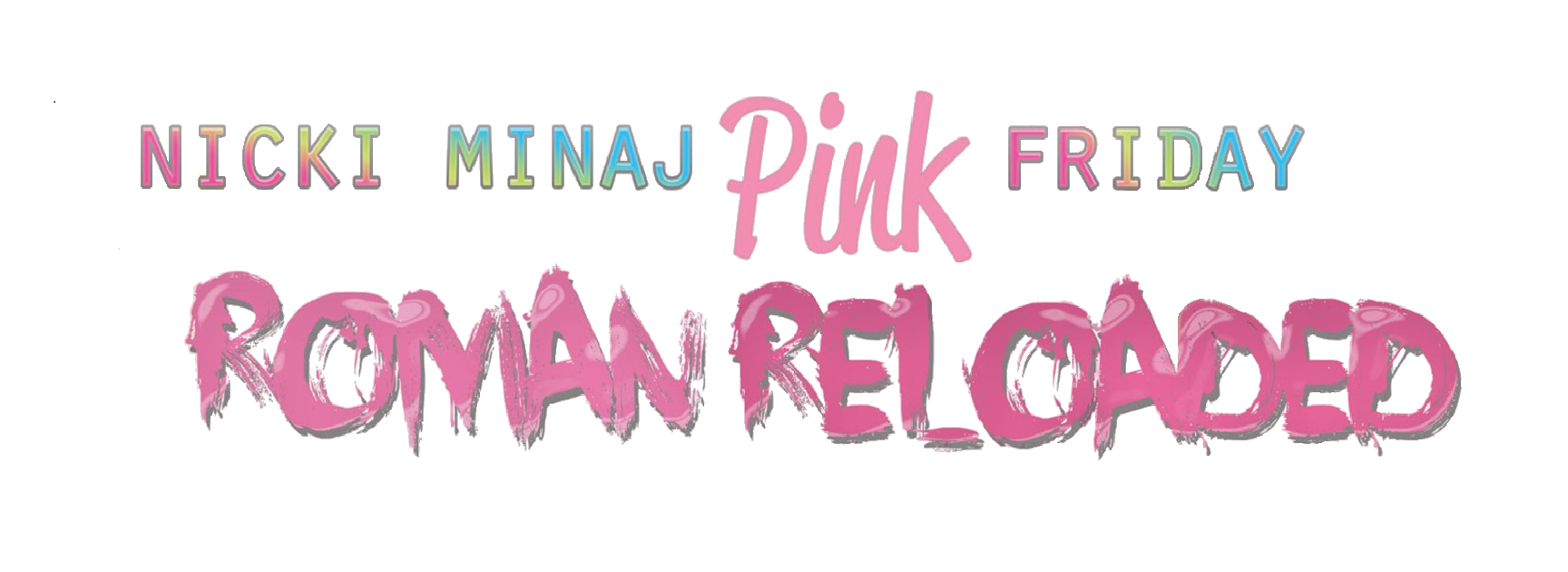
Druhé studiové album Pink Friday: Roman Reloaded (2012)

Její druhé studiové album bylo ohlášeno v listopadu 2011, jeho název je Pink Friday: Roman Reloaded. Na albu blíže představila své démonické alter ego, kterému říká „Roman Zolanski“, a které již bylo přítomno na jejím debutovém albu v písni „Roman's Revenge“. Promo singly k albu jsou písně „Roman In Moscow“ a „Stupid Hoe“, obě se umístily v druhé polovině žebříčku Billboard Hot 100. Prvním oficiálním singlem byla píseň „Starships“, která byla vydána 14. února 2012 s umístěním na 5. příčce žebříčku Billboard Hot 100. Album bylo vydáno 3. dubna 2012. V první týden prodeje v USA se prodalo 253 000 kusů, tím debutovalo na první příčce v žebříčku Billboard 200. Dalším úspěšným singlem byla píseň „Pound the Alarm“, která se vyšplhala na 17. místo US žebříčku. K srpnu 2012 se alba v USA prodalo 640 000. I přesto již v červnu téhož roku obdrželo certifikaci platinová deska za milion kusů v distribuci v USA.
Během poločasové přestávkové show finálového zápasu 46. Super Bowlu v únoru 2012 vystoupila s Madonnou a M.I.A., aby předvedly singl „Give Me All Your Luvin'“. O týden později předvedla na 54. předávání cen Grammy svou píseň „Roman Holiday“, stala se tím první hip hopovou umělkyní, která vystupovala na Grammy Awards. V květnu 2012 se vydala na světovou Pink Friday Tour.

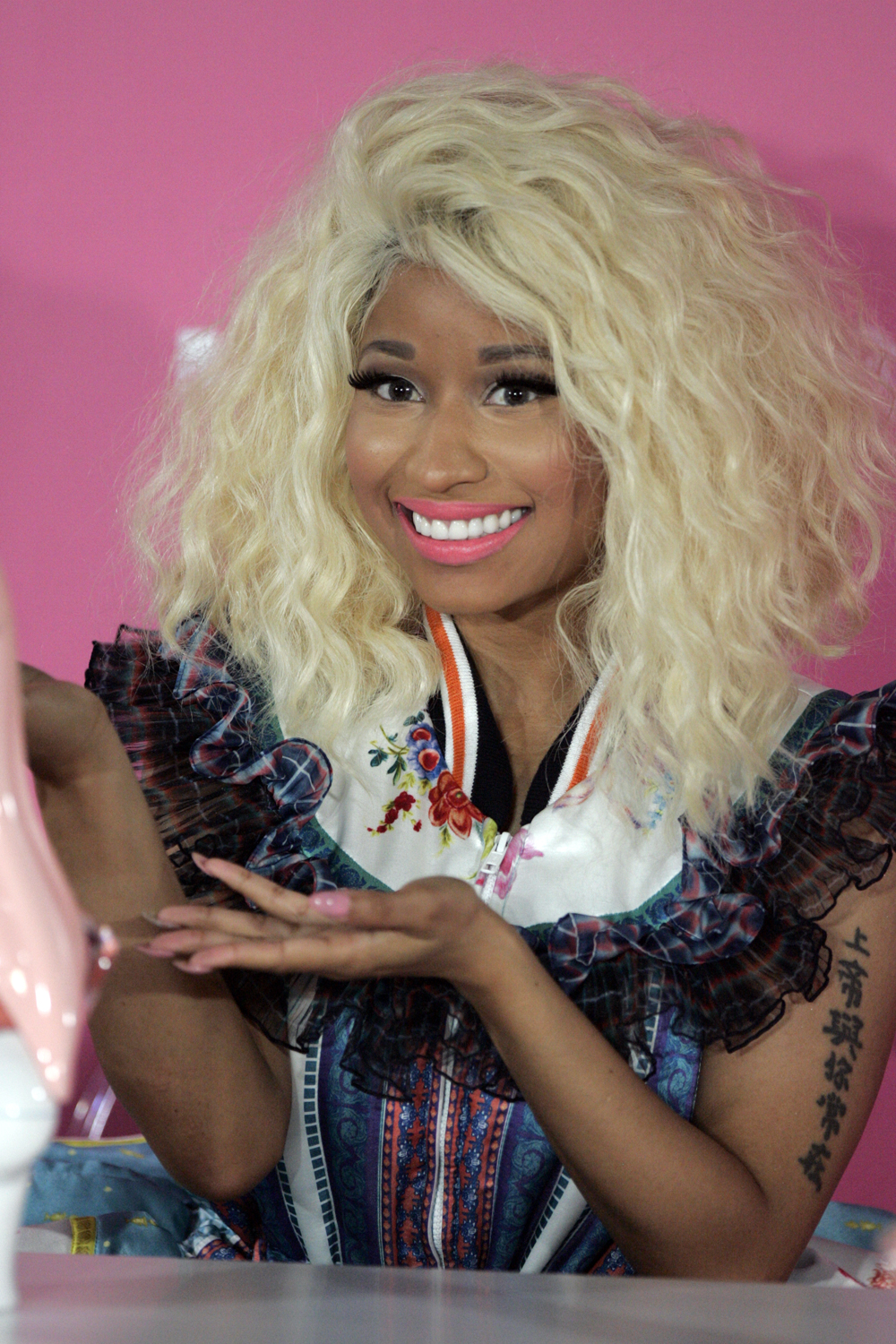
Nicki Minaj představuje svůj parfém Pink Friday. Sydney, Austrálie. (2012)

V září oznámila vydání re-edice alba s názvem Pink Friday Roman Reloaded: The Re-Up, která byla vydána v listopadu 2012. Re-edice obsahuje úspěšné písně z původního alba a navíc několik nových písní. Úspěšným novým singlem se stala píseň „Va Va Voom“, která se umístila na 22. příčce. Reedice se v USA prodalo okolo 157 000 kusů, a tím se celý prodej alba Pink Friday Roman Reloaded vyšplhal k 797 000 kusů. Pro propagaci se již v říjnu 2012 vydala na další světové turné s názvem Pink Friday: Reloaded Tour. Celkem se v USA prodalo 905 000 kusů alba. I toto album obdrželo díky změně pravidel RIAA v březnu 2016 certifikaci 2x platinová deska.
Od září 2012 také působila jako porotkyně v dvanácté řadě televizní soutěže American Idol. Série byla odvysílána na začátku roku 2013.

### 2014–2017: The Pinkprint

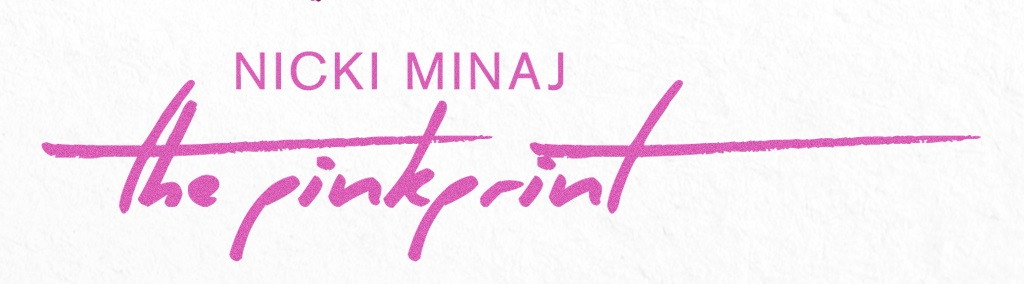
Třetí studiové album The Pinkprint (2014)

V březnu 2014 spolupracovala na společném albu nahrávací společnosti Young Money s názvem Young Money: Rise of an Empire. Její píseň „Lookin Ass“ byla vydána jako třetí singl z alba. Singl se umístil pouze v první polovině žánrových žebříčků (US R&B a US Rap). Mimo tohoto singlu přispěla i k písni „Senile“. Alba se v USA prodalo okolo 53 000 kusů.
Již v únoru 2014 potvrdila, že její třetí studiové album ponese název The Pinkprint. První singl, píseň „Pills n Potions“, byl vydán v květnu 2014. Píseň se umístila na 24. příčce v žebříčku Billboard Hot 100 a celkem se ji v USA prodalo přes 400 tisíc kusů. V červnu 2014 vyhrála již po páté v řadě cenu BET Awards za nejlepší hip hopovou umělkyni. V srpnu zveřejnila druhý singl s názvem „Anaconda“. Ten debutoval na 19. příčce, ale postupně se propadl až na 39. příčku. Dva týdny od vydání byl zveřejněn videoklip se silným sexuálním podtextem; za prvních 24 hodin ho zhlédlo 19,6 milionů uživatelů, čím zlomil dosavadní rekord videoklipu Miley Cyrus k písni „Wrecking Ball“, rovněž se silně sexuálním obsahem. Singl díky úspěchu klipu poskočil na 2. příčku žebříčku Billboard Hot 100 a na 1. příčky žánrových R&B a Rap žebříčků. Na konci srpna bylo oznámeno, že album bude vydáno 28. listopadu 2014. Později bylo posunuto na 24. listopadu 2014 a následně na 15. prosince.
Alba se nakonec v první týden prodeje v USA prodalo 198 142 kusů. Její další singl „Only“ (ft. Drake, Lil Wayne a Chris Brown) (12. příčka) vzbudil kontroverzi a kritiku, ani ne pro obsah písničky (který obsahuje schvalování nevázaného sexu, objektivizace žen) ani pro sprostou mluvu a velmi problematické výrazy, jako spíše pro videoklip, který umělce neomylně zobrazuje coby vůdce novodobého diktátorského režimu neomylně inspirovaného nacistickým Německem. Dalšími singly byly zvoleny písně „Bed of Lies“(ft. Skylar Grey) (62. příčka) a „Feeling Myself“ (ft. Beyoncé) (39. příčka). Do konce roku 2015 se v USA prodalo 682 000 kusů alba. Album tím získalo certifikaci zlatá deska. Další singly z alba byly „Truffle Butter“ (ft. Lil Wayne a Drake) (14. příčka) a „The Night Is Still Young“ (38. příčka). I toto album obdrželo díky změně pravidel RIAA v únoru 2016 certifikaci 2x platinová deska.
V roce 2014 také spolupracovala na společné písni s Jessie J a Arianou Grande s názvem „Bang Bang“. Úspěšná píseň byla vydána na albu Jessie J a na deluxe verzi alba Ariany Grande.
V roce 2015 se jako jedna z hereček účastnila natáčení třetího dílu filmové série Holičství, kterou vytvořil rapper Ice Cube. Film nese název Barbershop: The Next Cut a premiéru měl v dubnu 2016. Ve filmu hraje kadeřnici Drayu. V březnu 2017 najednou vydala tři singly „No Frauds“ (s Drake a Lil Wayne) (14. příčka), „Changed It“ (s Lil Wayne) (71. příčka) a „Regret In Your Tears“ (61. příčka). Umístěním těchto singlů dosáhla 76 písní, které se umístily v žebříčku Billboard Hot 100, tím překonala dosavadní rekord v kategorii zpěvaček, který držela Aretha Franklin.
V téže době hostovala na úspěšných singlech například: „Side to Side“ (od Ariany Grande) (4. příčka), „MotorSport“ (od Migos ft. Cardi B) (6. příčka), „Rake It Up“ (od Yo Gotti a Mike Will Made It) (8. příčka).

### 2018–2019: Queen
V roce 2018 hostovala na úspěšných singlech „Ball for Me“ (od Post Malone) (16. příčka), „Big Bank“ (od YG ft. 2 Chainz a Big Sean) (16. příčka) nebo „Fefe“ (od 6ix9ine ft. Murda Beatz) (3. příčka).

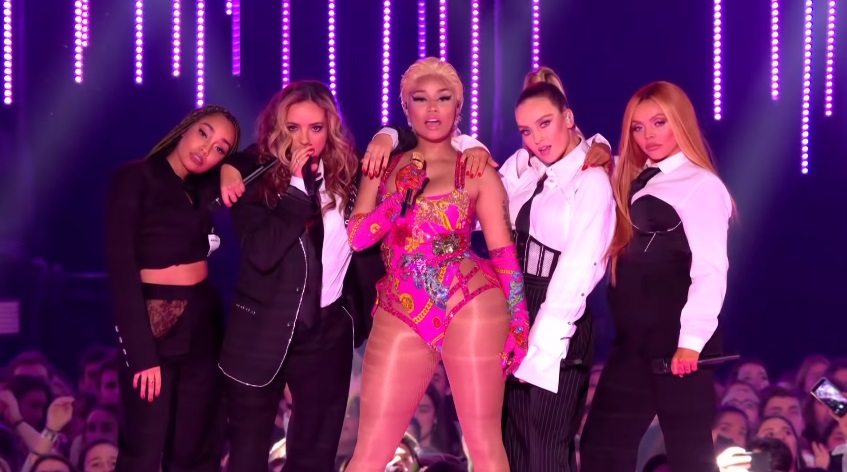
Nicki Minaj na MTV Europe Music Awards 2018 s Little Mix během vystoupení s písní Woman Like Me.

V dubnu 2018 vydala dva nové singly „Chun-Li“ (10. příka, platinová certifikace) a „Barbie Tingz“ (25. příčka, zlatá certifikace). Singl „Chun-Li“ sloužil jako první oficiální singl k albu Queen a v srpnu zvítězil v MTV Video Music Awards v kategorii Best Hip Hop. V červnu vydala druhý singl „Bed“ (ft. Ariana Grande ) (43. příčka). Album bylo vydáno v srpnu 2018. V téže době se také měla vydat na americké turné NickiHndrxx s rapperem Future, které bylo přesunuto na léto 2019 a spojeno s turné Chrise Browna. Od srpna měla také vlastní show na rádiu Beats 1 pojmenovanou QUEEN RADIO, která obsahovala 12 epizod. Po vydání alba byl k seznamu písní jako bonusový materiál přidán úspěšný singl „Fefe“ od rappera 6ix9ine. Album debutovalo na 2. příčce žebříčku Billboard 200 se 185 000 prodanými kusy po započítání streamů (tradiční prodej činil 78 000 ks). Při vydání alba byl vydán také nový singl „Barbie Dreams“ (18. příčka). Po vydání alba se v žebříčku Billboard Hot 100 díky streamům umístily celkem čtyři další písně: „Rich Sex“ (ft. Lil Wayne) (56. příčka), „Majesty“ (ft. Eminem a Labrinth) (58. příčka), „Ganja Burn“ (60. příčka) a „Thought I Knew You“ (ft The Weeknd).
V říjnu 2018 vyvrcholil její spor s rapperkou Cardi B, když po ní na Newyorském Fashion Weeku rivalka hodila botou. Nicki se k tomu vyjádřila i v Queen Radiu. Téhož listopadu se Minaj zapsala do historie, když se stala první ženou a čtvrtým sólovým umělcem, který má sto písní v žebříčku Billboard Hot 100. Její rekordní písní se stala „Dip“ (Remix) (od Tyga) (63. příčka).
V únoru 2019 nahrála tři freestyle songy „Barbie Drip“ „Barbie Goin Bad“ a „Bust Down Barbiana“. V té době se vydala na evropskou část turné s rapperem Juice WRLD pojmenovanou NickiWRLDTour. Tato část byla už od počátku provázena skandály. Některá vystoupení začala s několikahodinovým zpožděním, tři koncerty, v Bratislavě, Bourdeaux a Dublinu, dokonce rapperka zrušila úplně. Oficiálním důvodem byly vždy technické potíže.
V květnu 2019 se díky platformám typu TikTok píseň Roman Holiday z jejího alba Pink Friday: Roman Reloaded po sedmi letech od vydání vyšplhala zpět do žebříčků v Apple Music. Dne 21. června vydala song „Megatron“. Ten se stal první sólovou písničkou na vrcholu žebříčku iTunes USA od ženské rapperky od vydání „Chun–Li“. Po vydání vysílala další epizodu Queen Radia.

### 2020–2022: Spolupráce a jiné projekty
V roce 2020 hostovala na remixu písně „Say So“ od zpěvačky a rapperky Doja Cat. Píseň se vyšplhala na první příčku žebříčku Billboard Hot 100, jako první v historii Nicki Minaj. Čekala tak na vrchol hitparády rekordních 109 písní, které se sice dostaly do žebříčku, ale nikdy na jeho vrchol. Písni pomohl virální souboj s remixem singlu „Savage“ od Megan Thee Stallion, na kterém hostovala Beyoncé. Ten se ve stejném týdnu umístil na druhé příčce žebříčku. Na vrchol žebříčku Billboard Hot 100 se v roce 2020 dostal i její společný singl s rapperem 6ix9ine „Trollz“.
7. února vydala svůj singl "Yikes".
14. května 2021 vydala reedici své mixtape Beam Me Up Scotty (původně vyšla v roce 2009). Reedice představila několik nových či dříve nevydaných písní. Singlem byla zvolena píseň „Seeing Green“ (s Drakem a Lil Waynem), která debutovala na 12. příčce žebříčku Billboard Hot 100. Reedice mixtape debutovala na 2. příčce žebříčku Billboard 200, což bylo historicky nejvyšší umístění mixtape mezi rapperkami.
8. října 2021 vydala spolupráci s Jesy Nelson - "BOYZ".
4. února 2022 vydala spolupráci "Do We Have A Problem" s rapperem Lil Baby.
11. února 2022 vydala druhou spolupráci s rapperem Lil Baby - "Bussin".
18. března 2022 vydala spolupráci s Coi Leray - "Blick Blick".
25. března vydala spolupráci s rapperem Fivio Foreign - "We Go Up".
7. dubna 2022 se zúčastnila Carpool Karaoke a rozhovoru s Jamesem Cordenem.
13. července vystoupila na festivalu Wireless a 7. srpna na festivalu OVO.
Vystoupila také na Video Music Awards a vyhrála ocenění Nejlepší Skladba Léta, Nejlepší hiphopový videoklip a Video Vanguard.
26. srpna 2022 vydala své první kompilační album Queen Radio: Volume 1.
28. srpna 2022 byla hostem na remixu pro píseň "Likkle Miss" od rappera Skeng.
12. září 2022 vydala vedoucí singl "Super Freaky Girl" pro své páté studiové album.
16. září 2022 vydala spolupráci s rapperem Yung Bleu - "Love In The Way".
18. listopadu 2022 vydala spolu s rapperem Maluma a rapperkou Myriam Fares singl "Tukoh Taka", který sloužil jako hymna pro FIFA Festival.

### 2023–2024: Pink Friday 2
17. února 2023 byla hostem na remixu "Shake The Place". 
3. března 2023 vydala druhý singl "Red Ruby Da Sleeze" a 1. září vydala třetí singl "Last Time I Saw You".
21. března 2023 byla hostem na singlu "Alone" zpěvačky Kim Petras.
7. dubna 2023 byla hostem na singlu "WTF" rappera YoungBoy Never Broke Again.
14. dubna 2023 byla hostem na singlu "Princess Diana" rapperky Ice Spice.
26. května 2023 byla hostem remixu pro píseň "Pound Town 2".
23. června 2023 vydala s rapperkou Ice Spice píseň "Barbie World" jako soundtrack k filmu Barbie.
28. srpna 2023 byla hostem na singlu "Endless Fashion" od rappera Lil Uzi Vert.
8. prosince 2023 vydala své dlouho očekávané páté studiové album "Pink Friday 2". Album získalo pozitivní ohlasy a objevuje se na něm spoustu populárních písní, jako "Pink Friday Girls", "Cowgirl" (ft. Lourdiz) nebo "Barbie Dangerous".
K propagaci alba, rapperka vyrazila na celosvětové turné "Pink Friday 2 World Tour", který začal 1. března 2024 a skončil 11. října 2024 po 79 koncertech.
14. prosince 2023 Minaj vydala první rozšířenou verzi alba s názvem "Pink Friday 2: Gag City Deluxe Edition", kde přidala dvě nové písně.
17. prosince 2023 vydala svůj desátý parfém s názvem "Pink Friday 2".
9. ledna 2024 vydala čtvrtý singl "Everybody" (ft. Lil Uzi Vert) a 30. ledna 2024 pátý a poslední singl "FTCU".
13. ledna 2024 vydala rozšířenou verzi alba s názvem "Pink Friday 2: Gag City PLUTO Edition", kde přidala jednu novou píseň.

### 2025: Nové album a spolupráce
11. června 2025 byla hostem na oficiálním remixu písně „Banned from NO“ rappera Lil Wayna, vydaného jako bonusová stopa alba Tha Carter VI.
5. května 2025 se zúčastnila Met Gala, kde se objevila v modelu návrháře Thoma Brownea, inspirovaném pruhovaným mermaid střihem, se zlatým vlasovým doplňkem a modrými nehty.
V červnu 2025 prostřednictvím sociální sítě X uvedla, že důvodem jejího dočasného nevydávání nové hudby nejsou tvůrčí bloky, ale rozptýlení a problémy se schvalováním obsahu na sociálních sítích.
V průběhu roku 2024 potvrdila, že její šesté studiové album vyjde v roce 2025 pod značkou Heavy On It ve spolupráci s Republic Records.
V červenci 2025 se dostala do mediálně sledovaného sporu s Jay Z a poté SZA.

## Diskografie
Studiová alba
- Pink Friday (2010)
- Pink Friday: Roman Reloaded (2012)
- The Pinkprint (2014)
- Queen (2018)
- Pink Friday 2 (2023)